# Cristiceps australis
Cristiceps australis är en fiskart som beskrevs av Valenciennes, 1836. Cristiceps australis ingår i släktet Cristiceps och familjen Clinidae. Inga underarter finns listade i Catalogue of Life.